# Philipp von Burgund (Bischof)
Philipp von Burgund (* 1464 in Brüssel; † 7. April 1524 in Wijk bij Duurstede) war Admiral der Niederlande (1498–1517) und anschließend Bischof von Utrecht.

## Werdegang
Philipp war ein unehelicher Sohn Herzog Philipps des Guten, ebenso wie sein Halbbruder David von Burgund († 1496). 1486 wurde er zum Ritter geschlagen. Beim Tod Davids, der seit 1456 Bischof von Utrecht war, stand er an der Spitze der Armee des Bistums, und weigerte sich in dieser Funktion, die Beerdigung Davids zuzulassen, solange dessen Nachfolge nicht – und zwar im Sinne Burgunds – geregelt war. 1498 wurde er durch Philipp den Schönen zum Admiral ernannt, 1501 in den Orden vom Goldenen Vlies aufgenommen. 1505 wurde er legitimiert, 1508 ließ er sich in Burg Souburg auf Walcheren nieder.
1517 wurde Philipp vom Kaiser auf den Utrechter Bischofsstuhl gesetzt, nachdem der Amtsinhaber Friedrich IV. von Baden abgesetzt worden war. Bei seinem Einzug in Utrecht hatte er noch keine der notwendigen Weihen erhalten, was aber in den folgenden Tagen nachgeholt wurde. Auf dem bischöflichen Schloss in Wijk bij Duurstede führte er ein luxuriöses Leben als Liebhaber von Frauen, Pferden und Waffen, lebte wie ein Renaissancefürst und kümmerte sich wenig um die kirchlichen Angelegenheiten des Bistums, die er durch Stellvertreter erledigen ließ. Auch der aufkommende Protestantismus kümmerte ihn nicht.
In der Politik war Philipp wenig erfolgreich. Auch hier delegierte er viel an seine Berater und hatte Mühe, sich zwischen den widerstreitenden Parteien seines Bistums zu halten. Unter seiner Herrschaft ging der Oversticht, der nördliche Teil des Bistums im Streit zwischen Kaiser und dem Herzog von Geldern größtenteils verloren.
Philipps positivster Beitrag bestand mit Sicherheit in der Förderung der Kunst. Er finanzierte jahrelang den Maler Jan Mabuse (Jan Goessart) und den Humanisten Gerhard Geldenhauer und trat als Beschützer Erasmus von Rotterdams auf. In seiner Gemäldesammlung befanden sich Werke von Hieronymus Bosch.
Sein Nachfolger als Admiral der Niederlande wurde Adolf von Burgund, sein Nachfolger als Bischof Heinrich von der Pfalz.
Philipp von Burgund hatte vier uneheliche Kinder, deren Mütter unbekannt geblieben sind:
- Johann Bastard von Burgund
- Philipp Bastard von Burgund
- Oliver Bastard von Burgund († nach 1532)
- Balduin Bastard von Burgund